# Рацеморфан
Рацеморфан је рацемска смеша два стереоизомера једињења 17-метилморфинан-3-ол, свако од којих има различиту фармакологију и ефекте:
- Декстрорфан — дисоцијативни халуциноген (антагонист НМДА рецептора) и супресант кашља.
- Леворфанол — потентан опиоид аналгетик.

Сам рацеморфан је под међународном контролом у складу са Јединственом конвенцијом о опојним дрогама из 1961, и стога имас статус наркотика Плана ИИ према америчком Закону о контролисаним супстанцама из 1970. Његов ACSCN је 9733. Године 2014 је имао укупну годишњу производну квоту од нуле. Соли у употреби су хидробромиди (конверзиони однос слободне базе је 0,741), хидрохлориди (0,876) и тартрати (0,632).